# Jens Renders
Jens Renders (* 12. August 1981 in Wilrijk) ist ein belgischer Radrennfahrer.
Jens Renders begann seine Karriere 2004 bei dem belgischen Radsportteam MrBookmaker.com. 2005 wurde er unter anderem Dritter beim GP Rik Van Steenbergen. Seit 2006 fährt Renders für das belgische Professional Continental Team Chocolade Jacques-Topsport Vlaanderen. In dieser Saison kam er einmal unter die Top Ten bei der Tour Down Under und beim Scheldeprijs wurde er Siebter hinter dem Sieger Tom Boonen.

## Teams
- 2004: MrBookmaker.com-Palmans
- 2005: MrBookmaker.com-SportsTech
- 2006: Chocolade Jacques-Topsport Vlaanderen
- 2007: Palmans Collstrop